# Hypobletus ovas
Hypobletus ovas är en skalbaggsart som först beskrevs av Sylvain Auguste de Marseul 1853.  Hypobletus ovas ingår i släktet Hypobletus och familjen stumpbaggar. Inga underarter finns listade i Catalogue of Life.